# Annie Kessel
Adriana Anna Maria Kessel (Ginneken, 6 augustus 1918 – Breda, 25 maart 2000), was een Nederlands katholiek politica (KVP, PPR). Kessel was gedurende haar leven zeer actief in de katholieke vrouwenbeweging en het katholieke leven van Noord-Brabant in het algemeen. 
Na de huishoudschool studeerde Kessel twee jaar filosofie en volgde zij nog enkele cursussen. Vanaf 1946 was zij leidster van de Katholieke Arbeidersvrouwenbeweging van het Bisdom Breda. Zij was lid van de Vrouwenraad van het Nederlands Katholiek Vakverbond (NKV) en landelijk vertegenwoordigster van de NKV bij het Internationaal Christelijk Vakverbond.
Tot 1961 was zij lid van het bestuur van de KVP-kieskring Tilburg. Van 1963 tot 1968 was Kessel Tweede Kamerlid voor de Katholieke Volkspartij (KVP) (linkervleugel). Zij stemde tegen de motie-Schmelzer. In 1968 stapte ze over naar de Groep Aarden die in april 1968 opging in de Politieke Partij Radikalen (PPR). Van 1968 tot 1971 was Kessel Tweede Kamerlid voor de PPR.
Na haar politieke loopbaan was Kessel weer actief in het katholieke leven van Noord-Brabant. Zij was onder andere lid van het Diocesaan Lourdescomité, voorzitster van het landelijk overlegorgaan Diocesane Katholieke Arbeiders-Vrouwenbeweging en lid van het bestuur van de jeugdbeweging Katholieke Arbeidersjeugd.
- Biografisch Portaal: 76904595
- Parlement.com: vg09ll27icqj